# 51 Andromedae
51 Andromedae (abreviada como 51 And) é a quinta estrela mais brilhante (4ª magnitude) da constelação de Andrômeda. “51 Andromedae” é a designação de Flamsteed, mas ela também foi chamada pelo nome “Nembus”, na obra Uranometria (1603) de Johann Bayer e no atlas estelar Uranografia de Johann Bode (1801).
Ptolemeu incluiu esta estrela em Andrômeda no Almagesto, mas ela foi transferida para Perseus por Johann Bayer, que a designou Upsilon Persei (υ Per).  John Flamsteed moveu-a de volta e a União Astronômica Internacional fez do nome de Flamsteed 51 Andromedae a designação oficial em 1930.
Em chinês, 天大將軍 (Tiān Dà Jiāng Jūn), significando “Grande General do Céu”, se refere a um asterismo consistindo de 51 Andromedae, γ Andromedae, φ Persei, 49 Andromedae, χ Andromedae, υ Andromedae, τ Andromedae, 56 Andromedae, β Trianguli, γ Trianguli e δ Trianguli. Consequentemente, 51 Andromedae é conhecida como 天大將軍三 (Tiān Dà Jiāng Jūn sān, em português:  a Terceira Estrela do Grande General).
51 Andromedae é uma estrela gigante alaranjada tipo K, com magnitude aparente de +3,57. Ela está a aproximadamente 177 anos-luz da Terra.